# Еребро
Еребро (швед. Örebro) је један од великих градова у Шведској, у средишњем делу државе. Град је у оквиру истоименог Округа Еребро и његово је управно седиште и највећи град. Еребро је истовремено и седиште истоимене општине.

## Природни услови
Град Еребро се налази у средишњем делу Шведске и Скандинавског полуострва. Од главног града државе, Стокхолма, град је удаљен 200 км западно. 
Рељеф: Еребро се развио у унутрашњости Скандинавског полуострва, у историјској области Нерке. Подручје града је долинско (долина Мелердален), а надморска висина се креће 30-60 м.
Клима у Ереброу је континентална са утицајем мора и крајњих огранака Голфске струје. Стога су зиме блаже, а лета свежија у односу на дату географску ширину.
Воде: Еребро се развио у на реци Свартон, која се 4 km западно улива у велико језеро Хјелмарен. Река дели град на северни и јужни део. Око града има више мањих језера. 

## Историја
На месту Ереброа у средњем веку настало је насеље које се тада звало Ејрарсундсбро. У преводу то би значило „мост над калдрмом“, што добро описује географију овог краја. Дато насеље је убрзо постало трговиште. Коначно, Еребро је 1404. године добио градска права.
У другој половини 19. века, са доласком индустрије и железнице, Еребро доживљава препород. Град постаје познат по производњи обуће. Ово је довело до достизања благостања, које траје и дан-данас.

## Становништво
Еребро је једна од пар шведских градова са више од 100 хиљада становника. Град има око 107.000 становника (податак из 2010. г.), а градско подручје, тј. истоимена општина има око 137.000 становника (податак из 2012. г.). Последњих деценија број становника у граду брзо расте.
До средине 20. века Еребро су насељавали искључиво етнички Швеђани. Међутим, са јачањем усељавања у Шведску, становништво града је постало шароликије.

## Привреда
Данас је Еребро савремени град са посебно развијеном индустријом. Некадашњу производњу обуће данас је заменила софистицирана индустрија (ИТ, прецизна механика и сл.). Последње две деценије посебно се развијају трговина, услуге и туризам.

## Знаменитости
Еребро има старо градско језгро са низом палата, старих здања и цркава. Поред тога , за град су значајни и:
- Велики водени парк,
- Универзитет у Ереброу, један од најмлађих у држави.

## Галерија
- Кепмангатан, главна пешачка улица
- Градска тврђава
- Саборна црква Светог Николе
- Здање издања градских новина
- Градско позориште
- Ректорат Универзитета у Ереброу
- Градски водоторањ, један од симбола града
- Градски стадион „Берн Арена“